# Ideia
A palavra ideia (FO 1943: idéia) é usado em duas acepções: como sinônimo de conceito ou, num sentido mais lato, como expressão que traz implícita uma presença de intencionalidade.
A palavra deriva do grego idea ou eidea, cuja raiz etimológica é eidos – imagem. O seu significado, desde a origem, implica a controvérsia entre a teoria da extromissão (Platão) e a da intromissão (Aristóteles). No centro da polémica está o conceito de representação do real (realidade).
Para Platão, a ideia que fazemos de uma coisa provém do princípio geral, do «mundo inteligível», que constitui a Ideia Universal, categoria que está na base da sua filosofia, o idealismo. Assim, a ideia da coisa é uma projeção do saber: ao verem a coisa, os olhos, emitindo raios de luz, projetam a imagem dessa mesma coisa, que existe em nós como princípio universal (extromissão). Esta doutrina é designada por «idealismo».
Para Aristóteles, a ideia da coisa provém da experiência sensível, do «mundo dos fenómenos contingentes»: as coisas emitem cópias de si próprias, através da luz, cópias assimiladas pelos sentidos e interpretadas pelo saber inato ou adquirido (intromissão), doutrina que funda o conceito de «realismo».
Estas noções estão presentes em toda a filosofia ocidental, em particular no campo da ontologia, a ciência do Ser. Condicionaram, durante séculos, o pensamento de filósofos, desde a escolástica até às doutrinas da atualidade, em particular, no campo das chamadas «ciências cognitivas» ou «ciências do conhecimento», que cobrem as áreas da biologia, da cibernética, da robótica, da informática.
O Idealismo é a doutrina segundo a qual o pensamento é a origem e a fonte de todo o conhecimento. Esta doutrina platónica postula a existência de um mundo separado deste mundo físico ou sensível, que é feito de realidades perfeitas e imutáveis, as ideias, modelos ou paradigmas das coisas sensíveis.
- As ideias seriam realidades acessíveis apenas através da inteligência, por isso receberam também a designação de mundo inteligível.

Segundo Locke, as ideias são aquilo através do qual pensamos, aquilo de que a mente se ocupa quando pensa. É através das ideias que o ser humano exprime o pensamento objetivo, sendo componentes essenciais da compreensão. Para Platão, as ideias são os únicos componentes do mundo real, que é constituído por modelos perfeitos e onde o mundo empírico é inferior. Esta doutrina abriu caminho à conceção neoplatónica das ideias como pensamentos de Deus. Mais tarde, com Descartes, as ideias seriam simplesmente aquilo que está na mente de qualquer ser pensante. Nos nossos dias, as ideias são vistas como dependentes das estruturas sociais e linguísticas e não uma criação independente de uma só mente. Para David Hume, a ideia é uma cópia fraca das impressões sensíveis, isto é, das imagens que o contacto com a realidade imprime no espírito. Para os empiristas, como Hume, as ideias são um fruto empírico e só nascem através da experiência sensível, o que reduz o conhecimento a simples induções. Descartes distinguiu três tipos de ideias, que para ele são imagens das coisas. Assim, existem as ideias inatas que são aquelas com as quais nascemos e não o produto da experiência adquirida. Para ele, o ser humano teria à partida ideias gerais, como a de Deus, a de liberdade, de imortalidade, etc.
Existem ainda as ideias adventícias, que surgem do mundo exterior através da experiência, e as ideias factícias, que são as ideias formadas pelo próprio indivíduo através do pensamento. Segundo Descartes, as mais importantes são as ideias inatas, já que, nascidas com o ser humano, são como "sementes de verdade", postas por Deus no seu espírito para permitir conhecer algumas verdades da Natureza sem que os sentidos tivessem algum papel nessa descoberta.

## Outros conceitos de ideia
No «Dicionário de Filosofia e Psicologia» (Dictionary of Philosophy and Psychology), Stout e Baldwin dão a seguinte definição de ideia: «reprodução, através de uma imagem mais ou menos adequada, de um objeto que na realidade não está presente nos sentidos» (the reproduction with a more or less adequate image, of an object not actually present to the senses). Distinguem ideia de percepção pelo «grau de intensidade», pela «ausência de movimento por parte do sujeito e por dependência de atividade mental. No sentido de representação mental, a ideia é quase sempre composta : na ideia de “cadeira” há muitos objetos, todos eles diferentes em forma e tamanho, implícitos nessa representação, que classificam de «ideia abstrata». Uma «ideia complexa» pode não ter alguma correspondência com aquilo que representa: a ideia de centauro é uma representação mental complexa, associando as imagens de homem e de cavalo.
A antropologia cultural admite a existência de ideias que se transmitem não só de pessoa para pessoa mas também de uma cultura para a outra. Afirmam alguns especialistas que, no fundo, todas as culturas assimilam ideias de culturas originais, criando mosaicos culturais que se ajustam entre si de modos específicos. Teóricos da chamada teoria evolucionária difusionista (evolutionary diffusion theory) defendem o ponto de vista de que as culturas se influenciam uma às outras, podendo no entanto desenvolver simultaneamente ideias semelhantes.
Hoje em dia, em suma, ideia significa ou um modelo das coisas sensíveis enquanto objecto do pensamento e da razão (λόγος - logos) ou, noutra acepção, a representação mental de alguma realidade externa, ocorrência, objeto concreto ou abstrato, que a mente constrói com determinado propósito, mesmo o da sua simples representação
No conceito de ideia é possível assim distinguir-se vários sinónimos :
- conteúdo do pensamento : («Nunca pensei nisso!»
- conteúdo da forma : («Logo às primeiras notas, surge a ideia da partitura!»
- opinião : («Não gosto dessa ideia!»
- aproximação mental : («Essa ideia aproxima-se da coisa!»
- estima : («Com essa ideia, agora vais lá chegar!»
- intenção : («A ideia é ir para a cama com ela!»
- inovação : («É uma ideia promissora!»)

## Filósofos
- Tomás de Aquino (século XIII)
- Thomas Hobbes (século XVII)
- René Descartes (século XVII)
- John Locke (século XVII)
- George Berkley (século XVIII)
- David Hume (século XVIII)
- Wilhelm Wundt (século XIX)
- Emmanuel Kant (século XIX)
- Georg Wilhelm Friedrich Hegel (século XIX)
- George Frederick Stout (século XX)
- James Mark Baldwin (século XX)